# Naia Alzola
Naia Alzola Amezua (10 de junio de 1976) es una deportista española que compitió en triatlón. Ganó una medalla de bronce en el Campeonato Mundial de Triatlón de Invierno de 2003 y una medalla de plata en el Campeonato Europeo de Triatlón de Invierno de 2003.

## Palmarés internacional
| Campeonato Mundial | Campeonato Mundial     | Campeonato Mundial | Campeonato Mundial |
| Año                | Lugar                  | Medalla            | Prueba             |
| ------------------ | ---------------------- | ------------------ | ------------------ |
| 2003               | Oberstaufen (Alemania) | Medalla de bronce  | Relevos            |
| Campeonato Europeo |                        |                    |                    |
| Año                | Lugar                  | Medalla            | Prueba             |
| 2003               | Donovaly (Eslovaquia)  | Medalla de plata   | Relevos            |